# برج يوكوهاما
برج يوكوهاما (Yokohama Landmark Tower (横浜ランドマークタワー Yokohama Randomāku Tawā) هو ثالث أطول مبنى وخامس أطول مبنى في اليابان، حيث يبلغ ارتفاعه 296.3 م (972 قدم)، إلي أن تم تجاوزه من قِبل «هاروك أبينو» في عام 2014. يقع في حي «ميناتو ميراي 21» في مدينة يوكوهاما ، بجوار متحف يوكوهاما للفنون.
يحتوي المبنى على فندق خمس نجوم يشغل الطوابق من 49 إلى 70، ويحتوي على أجمالي 603 غرفة. تحتوي الطوابق الـ 48 السفلية على متاجر ومطاعم وعيادات ومكاتب. يحتوي المبنى على اثنين من المثبطات الكتلية المتناغمة في الطابق 71 (المخفي) في الزوايا المقابلة للمبنى.
في الطابق 69 يوجد مرصد، Sky Garden، حيث يمكن للفرد أن يرى منظرًا بزاوية 360 درجة للمدينة، وفي الأيام الصافية، جبل فوجي.
يحتوي البرج على أسرع المصاعد في العالم عند افتتاحها (تم تركيبها بواسطة شركة ميتسوبيشي إلكتريك)، والتي تصل سرعتها إلى 12.5 م/ث (41 قدم/ث) في الساعة - ( 45.0 كم/س (28.0 ميل/س) ). تسمح هذه السرعة للمصعد بالوصول إلى الطابق 69 في حوالي 40 ثانية. تم تجاوز الرقم القياسي لسرعة المصاعد بواسطة مصاعد «تايبيه 101» (60.6  كم/س، 37.7 ميل/ساعة) في عام 2004، ولكن سرعة هبوط هذا المصعد لا تزال الأسرع في العالم.
تم تصميم المبنى من قبل قسم الهندسة المعمارية والهندسة في «شركة ميتسوبيشي إستيت» ، والتي تعرف الآن باسم «ميتسوبيشي جيشو سيكي».